# Закон гідростатичного розподілу тиску в рідині
Зако́н гідростати́чного розпо́ділу ти́ску в рідині́ (рос. закон гидростатического распределения давления в жидкости; англ. law of hydrostatic pressure distributi-on in liquid; нім. Gesetz n der hydrostatisches Druckverteilung f in der Flussigkeit f) — гідромеханічний тиск для даної ділянки рідини або поверхні, наміченої всередині рідини (наприклад, для живого перерізу потоку), задовольняє умову:
{\displaystyle z+p/\rho g={\text{idem}}\,} (для всіх точок об'єму чи поверхні),
де z — позначення будь-якої точки, що належить області, яку розглядають (або поверхні);
p/ρg — п'єзометрична висота для цієї точки; р — тиск; ρ — густина рідини; g — прискорення вільного падіння.
Уздовж будь-якої прямої (проведеної всередині рідини), для точок якої справедлива названа залежність, гідромеханічний тиск розподіляється за лінійними законами, тобто
{\displaystyle p=z\rho g+p_{0}\,}
де {\displaystyle p_{0}} — тиск над рівнем рідини.

## Рівень рідини в сполучених посудинах
Одним із наслідків закону є те, що рівень рідини у відкритих сполучених посудинах однаковий і не залежить від форми посудини. Оскільки з одного боку тиск на поверхні рідини дорівнює атмосферному, а з іншого залежить лише від висоти, то висота на рівні поверхні повинна залишатися однаковою.
Цей висновок перестає бути справедливим для потоку рідини (дивіться Закон Бернуллі) й у випадку капілярного ефекту.